# 34. sydlige breddekreds
Den 34. sydlige breddekreds (eller 34 grader sydlig bredde) er en breddekreds, der ligger 34 grader syd for ækvator. Den løber gennem Atlanterhavet, Afrika (Sydafrika), det Indiske Ocean, Australasien (genne Australien, nord om New Zealand), Stillehavet og Sydamerika (Chile, Argentina og Uruguay).